# Open Sud de France 2010
Open Sud de France 2010 — тенісний турнір, що проходив на кортах з твердим покриттям у місті Монпельє, Франція з 25 жовтня . Належав до категорії ATP World Tour 250.

## Фінальна частина

### Одиночний розряд
Гаель Монфіс —  Іван Любичич 6–2, 5–7, 6–1

### Парний розряд
Стівен Гасс /  Росс Гатчінс —  Марк Лопес Таррес /  Едуардо Шванк 6–2, 4–6, [10–7]